# (434) Hungaria
(434) Hungaria ist ein Asteroid des inneren Hauptgürtels, der am 11. September 1898 vom deutschen Astronomen Max Wolf an der Großherzoglichen Bergsternwarte in Heidelberg bei einer Helligkeit von 11 mag entdeckt wurde.
Der Asteroid wurde anlässlich eines Astronomiekongresses, der 1898 in Budapest stattfand, nach dem Gastgeberland Ungarn benannt.

## Wissenschaftliche Auswertung
Mit der Zielsetzung einer Suche nach möglichen binären Asteroiden wurde auch (434) Hungaria am 27. November 1993 mit dem Hubble-Weltraumteleskop (HST) beobachtet. Die Aufnahmen der unkorrigierten Wide Field/Planetary Camera (WFPC) lieferten nach erfolgter Bildkorrektur keinen Hinweis auf eine Binarität.
Radarastronomische Beobachtungen des Asteroiden vom 14. bis 20. Mai 2006 am Arecibo-Observatorium führten zur Abschätzung einer Obergrenze für den Durchmesser von 11 km. Eine Auswertung von Beobachtungen durch das Projekt NEOWISE im nahen Infrarot ergab 2012 vorläufige Werte für den Durchmesser und die Albedo im sichtbaren Bereich von 8,9 km bzw. 0,73.
Als Asteroid der seltenen Tholen-Spektralklasse E besitzt er durch eine mineralische Oberfläche eine hohe Albedo, vergleichbar mit derjenigen der Venus. Eine spektroskopische Untersuchung von 820 Asteroiden zwischen November 1996 und September 2001 am La-Silla-Observatorium in Chile ergab für (434) Hungaria eine taxonomische Klassifizierung als X- bzw. Xe-Typ. Polarimetrische Untersuchungen vom Februar 2000 bis Oktober 2004 an der Astronomischen Einrichtung Leoncito in Argentinien bestätigten die hohe Albedo sowie die taxonomische Zuordnung.
Spektroskopische Untersuchungen des Asteroiden mit der Infrared Telescope Facility (IRTF) auf Hawaiʻi in 2001 wiesen darauf hin, dass seine Oberfläche aus einer Mischung von Aubriten dominiert wird. (434) Hungaria wird daher als eine der Hauptquellen für den Ursprung der auf der Erde gefundenen Aubriten angesehen. Beobachtungen am 16. November 2004 am Telescopio Nazionale Galileo (TNG) auf La Palma zeigten im Laufe der langen Rotationsperiode von (434) Hungaria unterschiedliche spektrale Eigenschaften, die mit Inhomogenitäten in der Oberflächenzusammensetzung verbunden sein könnten.
Photometrische Beobachtungen von (434) Hungaria fanden erstmals statt vom 15. Juli bis 4. August 1979 am Table Mountain Observatory in Kalifornien. Aus der aufgezeichneten Lichtkurve wurde eine Rotationsperiode von 26,51 h bestimmt. Bei mehreren Gelegenheiten wurde der Asteroid dann am Palmer Divide Observatory in Colorado beobachtet. Aus Messungen vom 7. bis 23. Juli 2009 konnte eine Rotationsperiode von 26,50 h und eine hohe Wahrscheinlichkeit für eine prograde Rotation abgeleitet werden. Auch bei einer erneuten Beobachtung vom 1. bis 12. März 2011 wurde eine Rotationsperiode von 26,456 h gefunden. Auch eine dritte Beobachtungskampagne am Center for Solar System Studies–Palmer Divide Station (CS3-PDS) vom 24. Februar bis 22. März 2014 konnte die vorigen Ergebnisse mit einem Wert von 26,521 h bestätigen.
Die Auswertung von 40 vorliegenden Lichtkurven und weiteren Daten der Lowell Photometric Database führte in einer Untersuchung von 2016 zur Erstellung eines dreidimensionalen Gestaltmodells mit einer eindeutigen Rotationsachse mit prograder Rotation und einer Periode von 26,4879 h. Mit dem Weltraumteleskop Transiting Exoplanet Survey Satellite (TESS) konnten während dessen Durchmusterung des Südhimmels 2018 bis 2019 auch Objekte des Sonnensystems beobachtet werden. Dabei wurden auch die Lichtkurven von fast 10.000 Asteroiden aufgezeichnet. Für (434) Hungaria wurde aus Messungen etwa vom 2. bis 7. Februar 2019 eine Rotationsperiode von 26,485 h bestimmt.
Aus archivierten Daten des Asteroid Terrestrial-impact Last Alert System (ATLAS) aus dem Zeitraum 2015 bis 2018 konnte in einer Untersuchung von 2022 mit der Methode der konvexen Inversion eine Rotationsperiode von 26,4878 h bestimmt werden.

## Hungaria-Gruppe
Zahlreiche Asteroiden bewegen sich auf Bahnen, die bereits innerhalb des Bereichs der 4:1-Bahnresonanz mit dem Planeten Jupiter liegen, die als innere Grenze des Hauptgürtels i. e. S. angesehen wird. Eine Gruppe davon bewegt sich auf Bahnen mit Großen Halbachsen von etwa 1,8–2,0 AE, Exzentrizitäten kleiner als 0,18 und hohen Bahnneigungen von 16–34° im Bereich einer 9:2-Bahnresonanz mit Jupiter sowie einer 3:2-Bahnresonanz mit Mars. Sie werden nach ihrem größten Mitglied als Hungaria-Gruppe zusammengefasst. Die Bildung einer solchen Gruppe basiert möglicherweise nicht auf einem Kollisionsereignis, sondern auf einem dynamischen Mechanismus, der auch die Kirkwoodlücken hervorruft. Der größte Teil dieser Asteroidengruppe wird aus den Mitgliedern der Hungaria-Familie (siehe unten) gebildet. Wegen der generellen dynamischen Stabilität ist es wahrscheinlich, dass die meisten Asteroiden der Hungaria-Gruppe sich seit der Entstehung des Sonnensystems in dieser Region aufhalten, oder zumindest seitdem die Planeten ihre derzeitigen Umlaufbahnen einnahmen.

## Hungaria-Familie
(434) Hungaria ist auch namensgebendes und größtes Mitglied einer Asteroidenfamilie innerhalb der Hungaria-Gruppe mit ähnlichen Bahneigenschaften, wie eine Große Halbachse von 1,80–2,03 AE, eine Exzentrizität von 0,01–0,16 und eine Bahnneigung von 17,6°–24,3°. Taxonomisch handelt es sich um Asteroiden der Spektralklasse C und X, die mittlere Albedo liegt bei 0,63. Der Hungaria-Familie, die wahrscheinlich aus einem katastrophalen Kollisionsereignis entstand, wurden im Jahr 2019 über 12.700 Mitglieder zugerechnet, ihr Alter wurde in einer Untersuchung von 2019 auf etwa 206 ± 45 Mio. Jahre geschätzt.